# الفصل العاشر من ميثاق الأمم المتحدة
ميثاق الأمم المتحدة الفصل العاشر: المجلس الاقتصادي والاجتماعي

## التأليف

### المادة 61
1. يتألف المجلس الاقتصادي والاجتماعي من أربعة وخمسين عضواً من الأمم المتحدة تنتخبهم الجمعية العامة.
2. مع مراعاة أحكام الفقرة 3، ينتخب ثمانية عشر عضواً من أعضاء المجلس الاقتصادي والاجتماعي كل سنة لمدة ثلاث سنوات ويحوز أن يعاد انتخاب العضو الذي انتهت مدته مباشرة.
3. في الانتخاب الأول بعد زيادة عدد أعضاء المجلس الاقتصادي والاجتماعي من سبعة وعشرين إلى أربعة وخمسين عضواً، يختار سبعة وعشرون عضواً إضافياً علاوة على الأعضاء المنتخبين محل الأعضاء التسعة الذين تنتهي مدة عضويتهم في نهاية هذا العام. وتنتهي عضوية تسعة من هؤلاء الأعضاء السبعة والعشرين الإضافيين بعد انقضاء سنة واحدة، وتنتهي عضوية تسعة أعضاء آخرين بعد انقضاء سنتين، ويجرى ذلك وفقا للنظام الذي تضعه الجمعية العامة.
4. يكون لكل عضو من أعضاء المجلس الاقتصادي والاجتماعي مندوب واحد.

## الوظائف والسلطـات

### المادة 62
1. للمجلس الاقتصادي والاجتماعي أن يقوم بدراسات ويضع تقارير عن المسائل الدولية في أمور الاقتصاد والاجتماع والثقافة والتعليم والصحة وما يتصل بها، كما أن له أن يوجه إلى مثل تلك الدراسات وإلى وضع مثل تلك التقارير. وله أن يقدم توصياته في أية مسألة من تلك المسائل إلى الجمعية العامة وإلى أعضاء «الأمم المتحدة» وإلى الوكالات المتخصصة ذات الشأن.
2. وله أن يقدم توصيات فيما يختص بإشاعة احترام حقوق الإنسان والحريات الأساسية ومراعاتها.
3. وله أن يعد مشروعات اتفاقات لتعرض على الجمعية العامة عن المسائل التي تدخل في دائرة اختصاصه.
4. وله أن يدعو إلى عقد مؤتمرات دولية لدراسة المسائل التي تدخل في دائرة اختصاصه وفقا للقواعد التي تضعها «الأمم المتحدة».

### المادة 63
1. للمجلس الاقتصادي والاجتماعي أن يضع اتفاقات مع أي وكالة من الوكالات المشار إليها في المادة 57 تحدد الشروط التي على مقتضاها يوصل بينها وبين «الأمم المتحدة» وتعرض هذه الاتفاقات على الجمعية العامة للموافقة عليها.
2. وله أن ينسق وجوه نشاط الوكالات المتخصصة بطريق التشاور معها وتقديم توصياته إليها وإلى الجمعية العامة وأعضاء «الأمم المتحدة».

### المادة 64
1. للمجلس الاقتصادي والاجتماعي أن يتخذ الخطوات المناسبة للحصول بانتظام على تقارير من الوكالات المتخصصة وله أن يضع مع أعضاء «الأمم المتحدة» ومع الوكالات المتخصصة ما يلزم من الترتيبات كيما تمده بتقارير عن الخطوات التي اتخذتها لتنفيذ توصياته أو لتنفيذ توصيات الجمعية العامة في شأن المسائل الداخلة في اختصاصه.
2. وله أن يبلغ الجمعية العامة ملاحظاته على هذه التقارير.

### المادة 65
للمجلس الاقتصادي والاجتماعي أن يمد مجلس الأمن بما يلزم من المعلومات وعليه أن يعاونه متى طلب إليه ذلك.

### المادة 66
1. يقوم المجلس الاقتصادي والاجتماعي في تنفيذ توصيات الجمعية العامة بالوظائف التي تدخل في اختصاصه.
2. وله بعد موافقة الجمعية العامة أن يقوم بالخدمات اللازمة لأعضاء «الأمم المتحدة» أو الوكالات المتخصصة متى طلب إليه ذلك.
3. يقوم المجلس بالوظائف الأخرى المبينة في غير هذا الموضع مع الميثاق وبالوظائف التي قد تعهد بها إليه الجمعية العامة.

## التصويت

### المادة 67
1. يكون لكل عضو من أعضاء المجلس الاقتصادي والاجتماعي صوت واحد.
2. تصدر قرارات المجلس الاقتصادي والاجتماعي بأغلبية أعضائه الحاضرين المشتركين في التصويت.

## الإجـراءات

### المادة 68
ينشئ المجلس الاقتصادي والاجتماعي لجاناً للشؤون الاقتصادية والاجتماعية ولتعزيز حقوق الإنسان، كما ينشئ غير ذلك من اللجان التي قد يحتاج إليها لتأدية وظائفه.

### المادة 69
يدعو المجلس الاقتصادي والاجتماعي أي عضو من «الأمم المتحدة» للاشتراك في مداولاته عند بحث أية مسألة تعني هذا العضو بوجه خاص، على ألا يكون له حق التصويت.

### المادة 70
للمجلس الاقتصادي والاجتماعي أن يعمل على إشراك مندوبي الوكالات المتخصصة في مداولاته أو في مداولات اللجان التي ينشئها دون أن يكون لهم حق التصويت، كما أن له أن يعمل على إشراك مندوبيه في مداولات الوكالة المتخصصة.

### المادة 71
للمجلس الاقتصادي والاجتماعي أن يجرى الترتيبات المناسبة للتشاور مع الهيئات غير الحكومية التي تعني بالمسائل الداخلة في اختصاصه. وهذه الترتيبات قد يجريها المجلس مع هيئات دولية، كما أنه قد يجريها إذا رأى ذلك ملائماً مع هيئات أهلية وبعد التشاور مع عضو «الأمم المتحدة» ذي الشأن.

### المادة 72
1. يضع المجلس الاقتصادي والاجتماعي لائحة إجراءاته ومنها طريقة اختيار رئيسه.
2. يجتمع المجلس الاقتصادي والاجتماعي كلما دعت الحاجة إلى ذلك وفقا للائحة التي يسنها. ويجب أن تتضمن تلك اللائحة النص على دعوته للاجتماع بناءً على طلب يقدم من أغلبية أعضائه.

## انظر ايضاً
| ميثاق الأمم المتحدة                                                              |
| -------------------------------------------------------------------------------- |
|                                                                                  |
| الفصل الأول في مقاصد الهيئة ومبادئها                                             |
| الفصل الثاني فـي العضوية                                                         |
| الفصل الثالث فـي فروع الهيئـة                                                    |
| الفصل الرابع في الجمعيـة العـامة                                                 |
| الفصل الخامس في مجلـس الأمـن                                                     |
| الفصل السادس في حل المنازعات حلاً سلمياً                                           |
| الفصل السابع فيما يتخذ من الأعمال في حالات تهديد السلم والإخلال به ووقوع العدوان |
| الفصل الثامن في التنظيمات الإقليمية                                              |
| الفصل التاسع في التعاون الدولي الاقتصادي والاجتماعي                              |
| الفصل العاشر المجلس الاقتصادي والاجتماعي                                         |
| الفصل الحادي عشر تصريح يتعلق بالأقاليم غير المتمتعة بالحكم الذاتي                |
| الفصل الثاني عشر في نظام الوصاية الدولي                                          |
| الفصل الثالث عشر في مجلس الوصاية                                                 |
| الفصل الرابع عشر في محكمة العدل الدولية                                          |
| الفصل الخامس عشر في الأمـانة                                                     |
| الفصل السادس عشر أحكـام متنوعـة                                                  |
| الفصل السابع عشر في تدابير حفظ الأمن في فترة الانتقال                            |
| الفصل الثامن عشر في تعديل الميثاق                                                |
| الفصل التاسع عشر في التصديق والتوقيع                                             |